# Pambolus hebes
Pambolus hebes är en stekelart som beskrevs av Papp 1996. Pambolus hebes ingår i släktet Pambolus och familjen bracksteklar. Inga underarter finns listade i Catalogue of Life.